# Eois insueta
Eois insueta är en fjärilsart som beskrevs av William Schaus 1912. Eois insueta ingår i släktet Eois och familjen mätare. Inga underarter finns listade i Catalogue of Life.